# الفن العراقي

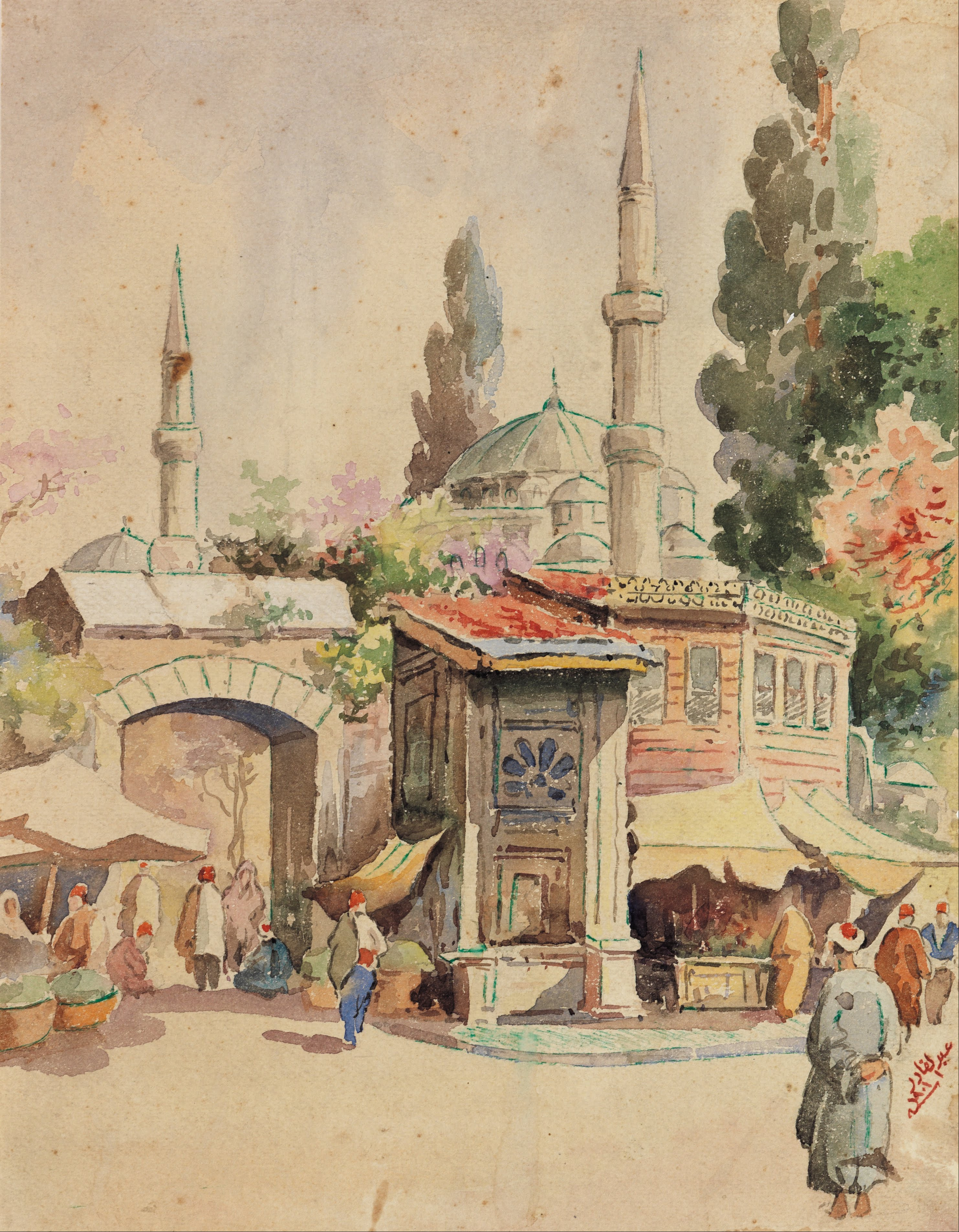

تأثر الفن العراقي على مر تاريخه بالحروب والثورات والتغيرات السياسية. كانت العاصمة بغداد لعدة قرون هي المركز الأدبي والفني للعالم العربي في العصور الوسطى، لكن تقاليدها الفنية عانت على أيدي الغزاة المغول في القرن الثالث عشر. في حين ازدهرت خلال فترات أخرى، مثلًا في عهد بير بوادق أو في ظل العهد العثماني في القرن السادس عشر، حين اشتهرت بغداد برسم المنمنمات العثمانية. تأثر الفن العراقي خلال فترة حكم الصفويين بالفن الفارسي وأصبح مركزًا للشعر والفنون. أما في القرن العشرين فقد شهد إحياءً للفن حيث جمع بين كل من الفنون التقليدية والحديثة، وظهر العديد من الشعراء والرسامين والخطاطين والنحاتين البارزين الذين ساهموا في رصيد الأعمال الفنية الشعبية خاصةً في بغداد. يحظى هؤلاء الفنانون بتقدير كبير في الشرق الأوسط وقد حصل بعضهم على احترام دولي كبير. كان لحركة الفن العراقي الحديث تأثير كبير في الفن القومي العربي عمومًا.

## التاريخ
تشير مؤرخة الفن ندى الشبوط إلى أن الفن العراقي ما زال غير موثق إلى حد بعيد. وأن الغرب لديه فكرة بسيطة جدًا عن الفن العراقي. تفاقمت المشكلات المرتبطة بتوثيق صورة كاملة للفن العراقي بسبب حقيقة أن العديد من فناني القرن العشرين ومؤرخي الفن تعرضوا للنفي والانعزال عن تراثهم ونشاطاتهم الحالية. تعرض الكثير من التراث الفني العراقي للنهب والتدمير خلال فترات الثورة والحرب والاضطرابات السياسية.
للفَن العراقي تراث عريق يمتد في الزمن إلى عصر بلاد ما بين النهرين. يمتلك العراق أحد أقدم التقاليد المكتوبة في العالم. وقد استمرت تقاليد الموسيقى والخط حتى يومنا هذا. ومع ذلك، فإن استمرارية الثقافة الفنية العراقية كانت عرضة للتقلبات بسبب الجيوش الغازية عدة قرون. دمر الغزو المغولي في القرن الثالث عشر الكثير من الفنون والحِرف التقليدية، ويُنظر إليه عمومًا أنه كسر في تقاليد الفن العراقي.
بعد تنقيب علماء الآثار البريطانيين في القرن التاسع عشر في عدد من المواقع العراقية متضمنةً نمرود ونينوى وتل حلف، أرسلوا العديد من القطع الأثرية والتماثيل إلى المتاحف في جميع أنحاء العالم. ومع مطلع القرن العشرين مُنحت مجموعة صغيرة من الفنانين العراقيين منحاً دراسية للدراسة في الخارج وأصبحوا على دراية بالفن السومري القديم بعد زيارة المتاحف العريقة مثل متحف اللوفر، ما مكنهم من إعادة الاتصال بتراثهم، إذ إن التماثيل التي تعود إلى العصر الحجري الحديث، التي عُثرَ عليها في قصر تل حلف وأماكن أخرى، شاهدة على التراث الفني العراقي القديم.
حكم الساسانيون ما يُعرف الآن بالعراق وإيران بين القرنين الثالث والسابع. يبرز الفن الساساني في الأعمال المعدنية والمجوهرات والعمارة والنقوش الجدارية، والقليل من اللوحات في هذه الفترة ما زالت موجودة إلى الآن، ويمكن الاستدلال على فهم زخرفة المجوهرات من التماثيل التصويرية والمنحوتات.
تحولت الكتابة في بداية عهد الإسلام إلى «رسالة رمزية حاملة للمعنى مستقلة عن الشكل، وإلى موضوع أكثر قيمة في تفاصيل الزخرفة». لوحظ تطور آخر خلال هذه الفترة وهو استخدام الأنماط أو الزخارف المتكررة على اللفائف والنقوش الجدارية. هذا النظام الزخرفي الموروث من المسلمين أُطلق عليه لاحقا تسمية الزخرفة العربية.
سيطرت السلطة العباسية الحاكمة على جزء كبير من المنطقة التي تشمل الآن العراق وإيران والسعودية وسوريا بين القرنين الثامن والثالث عشر. في العصر العباسي حقق الخزف مستوى عالٍ من التعقيد وبدأ استخدام الخط في تزيين سطح الزخارف والمخطوطات المضيئة، خاصةً النصوص القرآنية التي أصبحت منمقة ومعقدة، وأنشئت في هذه الفترة أول مدرسة فنية في العراق، ما أدى إلى ازدهار الحرف والحرفيين.
في ذروة العصر العباسي في أواخر القرن الثاني عشر ظهرت حركة أسلوبية لتوضيح المخطوطات والخط. تُعرف الآن باسم مدرسة بغداد -أو مدرسة بلاد ما بين النهرين- وقد تميزت حركة الفن الإسلامي بتمثيل الحياة اليومية واستخدام الوجوه التعبيرية بدلًا من الشخصيات النمطية التي استُخدمت في الماضي. وقد تألفت هذه المدرسة من الخطاطين والرسامين والناسخين والمترجمين الذين تعاونوا لإنتاج مخطوطات مشتقة من مصادر غير عربية. كانت الأعمال أساسًا علمية أو فلسفية أو تعليقات اجتماعية أو وسائل ترفيه فكاهية. استمرت هذه الحركة أربعة عقود على الأقل وسيطرت على الفن في النصف الأول من القرن الثالث عشر. وازدهر الشعر في العصر العباسي أيضًا، إذ أنتج شعراء بارزين من بينهم شعراء الصوفية في القرن التاسع الحلاج وأبو نواس.
عاش الفنان العباسي يحيى الواسطي في بغداد في أواخر العصر العباسي -القرنين الثاني عشر والثالث عشر- وكان الفنان البارز في مدرسة بغداد. من أشهر أعماله الرسوم التوضيحية لكتاب المقامات سنة 1237 وهو سلسلة من الحكايات الاجتماعية الساخرة التي كتبها الحريري. كانت رسوم الواسطي مصدر إلهام لحركة الفن الحديث في بغداد في القرن العشرين. ومن الأمثلة الأخرى لأعمال مدرسة بغداد الرسوم التوضيحية في رسائل إخوان الصفا (1287) والترجمة العربية للنص الطبي ليوسقوريدس فيدانيوس وكتاب الحشائش والأدوية وكليلة ودمنة المصورة- الفصول الخمسة (1222) وهي مجموعة من الأساطير الهندوسية المترجمة إلى العربية.
كانت بغداد عاصمة الخلافة العباسية لعدة قرون وكانت مكتبتها منقطعة النظير وجاذبة للمثقفين من جميع أنحاء العالم.  ومع ذلك، سنة 1258 سقطت بغداد في أيدي الغزاة المغول الذين نهبوا المدينة ودمروا المساجد والمكتبات والقصور ودمروا معظم الأصول الأدبية والدينية والفنية في المدينة. قتل المغول أيضًا ما بين 200 ألف ومليون شخص تاركين السكان محبطين تمامًا والمدينة بالكاد صالحة للسكن. ينظر مؤرخو الفن العراقيون إلى هذه الفترة أنها فترة انكسار «لسلسلة فن التصوير».
خلال السنوات 1400-1411 حكمت سلالة الجلائريين العراق وازدهر الفن والثقافة العراقية. وبين عامي 1411 و1469 خلال فترة حكم سلالة قره قويونلو دُعيَ فنانون من مختلف أنحاء العالم الإسلامي الشرقي إلى العراق. تحت رعاية بير بوداق ابن الحاكم قره قويونلو جهان شاه -حكم من 1439 إلى 1467- جمع بين الأنماط الإيرانية من تبريز وشيراز وأنماط آسيا الوسطى التيمورية. تراجعت أهمية بغداد بوصفها مركزًا للفنون بعد وفاة بير بوداق عام 1466. وانتهت فترة قره قويونلو بظهور آق قويونلو. ورغم وجود رعاة الفنون المشهورين، ركّز آق قويونلو غالبًا على مناطق خارج العراق.

## القرن التاسع عشر
حتى القرن العشرين، لم يكن للعراق تقليد في الرسم على الحامل. كان الفن التقليدي، الذي يشمل الأعمال المعدنية، وصناعة السجاد والنسيج، ونفخ الزجاج، وبلاط السيراميك، والخط، والجداريات، يُمارس على نطاق واسع خلال القرن التاسع عشر. تعود أصول بعض الممارسات التقليدية إلى الآشوريين في القرن التاسع. ومع ذلك، في القرن التاسع عشر، كان يُنظر إلى رسامي الجداريات بشكل عام على أنهم حرفيين وليسوا فنانين - على الرغم من أنه في المجتمع الإسلامي التقليدي، لم يكن التمييز بين الفنانين والفنانين محددًا بشكل جيد.

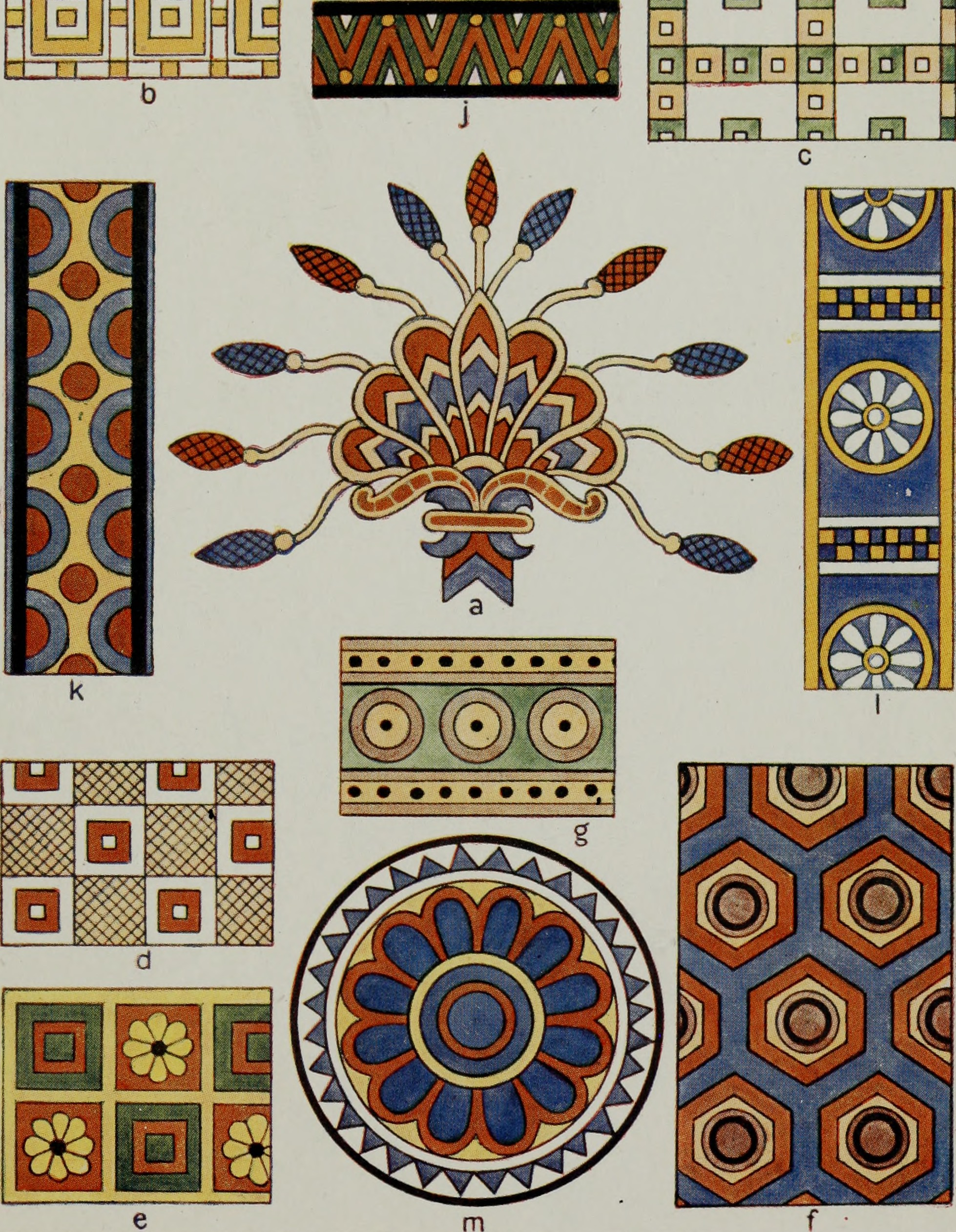
الزخارف والأنماط الآشورية، مصورة في كتاب من عام 1920

يُعرف عدد قليل من الأشخاص، ومن بينهم الرسام عبود النقاش «اليهودي» والخطاط والرسام ومصمم الديكور. هاشم محمد البغدادي («هاشم الخطاط»، أوائل القرن العشرين) (توفي عام 1973) ونيازي مولوي البغدادي (القرن التاسع عشر)، ولكن لا يُعرف سوى القليل نسبيًا من التفاصيل عن حياتهم ومسيراتهم المهنية.
في أواخر القرن التاسع عشر، أدى صعود الحركات القومية والفكرية في جميع أنحاء العالم العربي إلى دعوات لإحياء الثقافة العربية الإسلامية. شعر الفنانون والمثقفون أن نمو التأثيرات الغربية يشكل تهديدًا للهوية الثقافية العربية.
في نفس الوقت بدأ الفنانون المحليون في تبني الممارسات الغربية مثل الرسم على الحامل. لقد بحثوا أيضًا بوعي عن أسلوب وطني متميز.

## القرن العشرين
تُعرف أواخر القرن التاسع عشر وأوائل القرن العشرين باسم النهضة باللغة العربية. يُترجم هذا المصطلح بشكل فضفاض على أنه «إحياء» أو «نهضة». أصبحت النهضة حركة ثقافية مهمة أثرت على جميع أشكال الفن - العمارة والأدب والشعر والفنون البصرية.
في مطلع القرن العشرين، ارسلت مجموعة صغيرة من العراقيين إلى اسطنبول للتدريب العسكري، حيث تم إدراج الرسم والرسم كجزء من المنهج الدراسي. وتضم هذه المجموعة التي عرفت بالفنانين العثمانيين عبد القادر الرسام (1882–1952)؛ محمد سليم موصلي (1886-؟)؛ حسن سامي، عاصم حافظ (1886–1978)؛ محمد صالح زكي (1888–1974) والحاج محمد سليم (1883–1941). تعرضوا لتقنيات الرسم الأوروبية.
كان أسلوبهم في الرسم هو الواقعية أو الانطباعية أو الرومانسية. عند عودتهم إلى بغداد، أنشأوا استوديوهات وبدأوا في تقديم دروس الرسم للفنانين المحليين الموهوبين.
بدأ العديد من فناني الجيل القادم بالدراسة مع فنانين من المجموعة العثمانية. أعمالهم العامة، والتي شملت الجداريات والآثار العامة والأعمال الفنية في بهو المؤسسات أو المباني التجارية، عرّفت الشعب العراقي بالفن الغربي وساهمت في تقدير الفن.
عندما بدأت دول الشرق الأوسط في الخروج من الحكم الاستعماري، تطورت المشاعر القومية. سعى الفنانون بوعي إلى إيجاد طرق للجمع بين تقنيات الفن الغربي والفن التقليدي والموضوعات المحلية. في العراق، كان فنانو القرن العشرين في طليعة تطوير الأسلوب الوطني، وقدموا نموذجًا للدول العربية الأخرى التي أرادت صياغة هوياتها الوطنية الخاصة.

### الأدب
يظل الشعر والشعر شكلاً فنيًا رئيسيًا في العراق الحديث، وقد استلهم الشعراء العراقيون أدب القرنين الخامس عشر والسادس عشر عندما كان العراق مركز العالم العربي. من بين شعراء القرن العشرين البارزين نازك الملائكة (1923–2007)، إحدى أشهر الشاعرات في العالم العربي والتي كتبت قصيدة أخي جعفر لأخيها الذي قُتل أثناء انتفاضة الوثبة عام 1948. ; محمد مهدي الجواهري (1899–1997); بدر شاكر السياب (1926–1964)؛ عبد الوهاب البياتي (1926–1999) معروف الرصافي (1875–1845); عبد الرازق عبد الواحد (مواليد 1930)؛ والشاعر الثوري مظفر النواب (مواليد 1934)؛ بولند الحيدري (مواليد 1926) وجانيل صديق الزهايوي (1863–1936). في عراق ما بعد الحرب، تأثر الشعر كثيرًا بالاضطرابات السياسية والاجتماعية التي شهدها العراقيون طوال القرن العشرين ومع وجود العديد من الشعراء الذين يعيشون في المنفى، غالبًا ما سيطرت موضوعات «الغرابة» و«أن تكون غريبًا» على الشعر المعاصر.
غالبًا ما يلجأ الشعراء العراقيون، ومن بينهم بدر شاكر السياب، إلى الفولكلور العراقي الذي غالبًا ما يدمجونه مع الأساطير الغربية. ويعتبر من أكثر الشعراء العرب تأثيراً لأنه كان أول من طور أسلوب الشعر الحر، وبالتالي كان المحرك الرئيسي في تطور الشعر الحديث. الشعر العراقي المعاصر أكثر حرية من الشعر التقليدي، ومشبع بالوعي الاجتماعي والسياسي.